# 吳嘉佑
吳嘉佑（16世紀—17世紀），字世德，南直隸蘇州府太倉州人，明朝政治人物。

## 生平
吳嘉佑是萬曆二十五年（1597年）丁酉科應天鄉試舉人，授大名通判，抓捕大盜，水災後興建黃堤，代理濬縣事為政清簡，振興地方文教、提拔當中俊秀，不久因為忤逆同僚而請求退休。他個性愷悌，別人有燃眉之急總會傾財相助，曾捐輸百畝田地賑濟貧窮士子，得知州刻碑紀念。

## 引用
1. 1 2  民國《太倉州志·卷十九·人物三》：吳嘉佑，字世德，萬厯二十五年舉人，授大名通判，捕宿盜，水災築黃隄，攝濬縣事，政尚清簡，興文教、拔雋才，以忤僚友乞休歸。嘉佑性愷悌，每傾囊應人緩急，嘗輸田百畝助贍貧士，知州勒碑紀其事。